# Pilcomayoskatta
Pilcomayoskatta (Solanum pilcomayense) är en potatisväxtart som beskrevs av Thomas Morong. Pilcomayoskatta ingår i släktet skattor som ingår i familjen potatisväxter. Arten förekommer tillfälligt i Sverige, men reproducerar sig inte. Inga underarter finns listade i Catalogue of Life.